# Liste der Naturdenkmale in Großholbach
Die Liste der Naturdenkmale in Großholbach nennt die im Gemeindegebiet von Großholbach ausgewiesenen Naturdenkmale (Stand 13. Juni 2024).

## Ehemalige Naturdenkmale
| Nr. | Bezeichnung              | Lage                               | Beschreibung                                        | Bild            |
| --- | ------------------------ | ---------------------------------- | --------------------------------------------------- | --------------- |
|     | Baumgruppe an der Kirche | Kirchstraße, bei Nr. 11 Lage       | Rechtsverordnung vor 2009 aufgehoben                | Fotos hochladen |
|     | Linde am Ortsrand        | Lindenstraße, gegenüber Nr. 9 Lage | Tilia cordata; Rechtsverordnung vor 2009 aufgehoben | Fotos hochladen |